# Spike (entreprise)
Pour les articles homonymes, voir Spike.
Spike (スパイク, Supaiku) était une société japonaise de développement et d'édition de jeux vidéo fondée en 2005 et située dans l'arrondissement de Meguro à Tokyo.
La plupart de son personnel faisait partie du studio Human Entertainment.
La compagnie fusionne avec Chunsoft le 1er avril 2012 pour devenir Spike Chunsoft.

## Jeux développés
- Conception: Please Deliver My Child[1]
- Crimson Tears
- Danganronpa: Kibō no Gakuen to Zetsubō no Kōkōsei
- Dragon Ball: Raging Blast
- Dragon Ball: Raging Blast 2
- Dragon Ball Z: Budokai Tenkaichi
- Dragon Ball Z: Budokai Tenkaichi 2
- Dragon Ball Z: Budokai Tenkaichi 3
- Dragon Ball Z: Tenkaichi Tag Team
- Dragon Ball Z: Ultimate Tenkaichi
- Elvandia Story
- Escape from Bug Island! (Necro-Nesia au Japon)
- Fire Pro Wrestling
- Michigan: Report from Hell
- King of Colosseum
- King of Colosseum II
- Léa Passion : Danseuse étoile
- LifeSigns: Surgical Unit
- RS : Riding Spirits
- RS II : Riding Spirits
- Twilight Syndrome: Kinjiratera Toshi Densetsu
- Shinjyuku no Ōkami
- 428: Fūsa Sareta Shibuya de (portages PlayStation 3 et PlayStation Portable)

## Jeux localisés au Japon
- Astro Tripper
- BioShock
- Call of Duty 3
- Conflict: Denied Ops (Double Clutch an Japon)
- Dead Island
- Dragon Age: Origins
- Fushigi no Dungeon: Fūrai no Shiren 3: Karakuri Yashiki no Nemuri Hime (version PSP)
- Formation Soccer 2002
- Fushigi no Dungeon: Fūrai no Shiren 4: Kami no Me to Akuma no Heso
- Gachitora!: Abarenbou Kyoushi in High School
- Greed Corp
- Haze
- Homefront
- Kane and Lynch: Dead Men
- Kenka Bancho
- Kenka Bancho 2: Full Throttle
- Kenka Bancho 3: Zenkoku Seiha (Kenka Bancho: Badass Rumble en Amérique du Nord)
- Kenka Bancho 4: Ichinen Sensō
- Kenka Bancho 5: Otoko no Rule
- MadWorld
- Metro 2033
- Midnight Club: Los Angeles
- Red Faction: Guerrilla
- Sacred 2: Fallen Angel
- Samurai Western
- The Darkness
- Tomb Raider: Legend
- Tomb Raider: Anniversary
- Tomb Raider: Underworld
- True Crime: New York City
- Urban Chaos: Riot Response
- Wanted : Les Armes du destin
- Way of the Samurai
- Way of the Samurai 2
- Way of the Samurai 3
- Way of the Samurai 4
- 999: Nine Hours, Nine Persons, Nine Doors